# Zangola

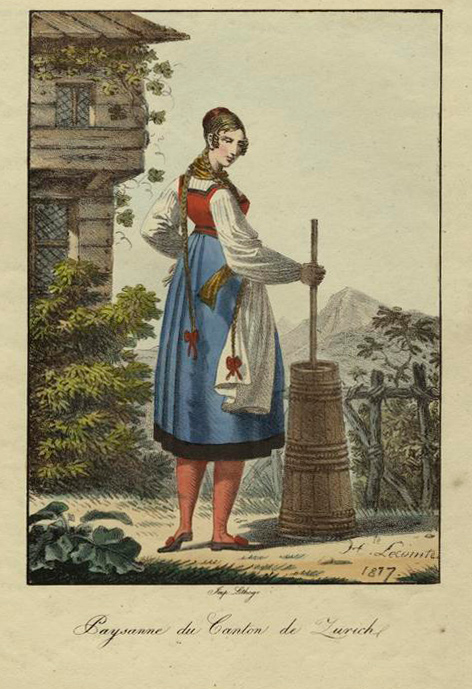
L'uso della zangola in una stampa del 1817

La zangola è un recipiente di legno di forma cilindrica o tronco-conica che viene utilizzato per sbattere la panna e trasformarla in burro. In commercio ci sono zangole a mano ed elettriche.
La zangola a mano consiste di un cilindro col fondo chiuso e un coperchio forato al centro; nel foro passa l'asta di uno stantuffo che reca all'estremità alta l'impugnatura per agitare e a quella bassa, nel cilindro, un disco di legno di diametro di poco inferiore a quello interno del cilindro. Tutte le parti sono in legno. Ne esistono di diverse capacità, dal litro alla decina di litri. In lombardo (sia in bergamasco che in milanese) è conosciuta come penagg o penaggia.
La panna viene versata nel cilindro che viene quindi chiuso col coperchio, dopodiché si comincia a sbatterla agitando lo stantuffo. La conversione in burro richiede circa un paio d'ore di continua agitazione.
Ormai soppiantata dal burro di produzione industriale, la zangola era diffusa nelle cascine agricole dell'Italia settentrionale fino alla metà del XX secolo.
Il nome della capitale del Kirghizistan, Biškek, significa zangola in lingua kirghisa. In questo caso è riferito alla zangola per produrre il kumis, bevanda nazionale del paese.

## Galleria d'immagini

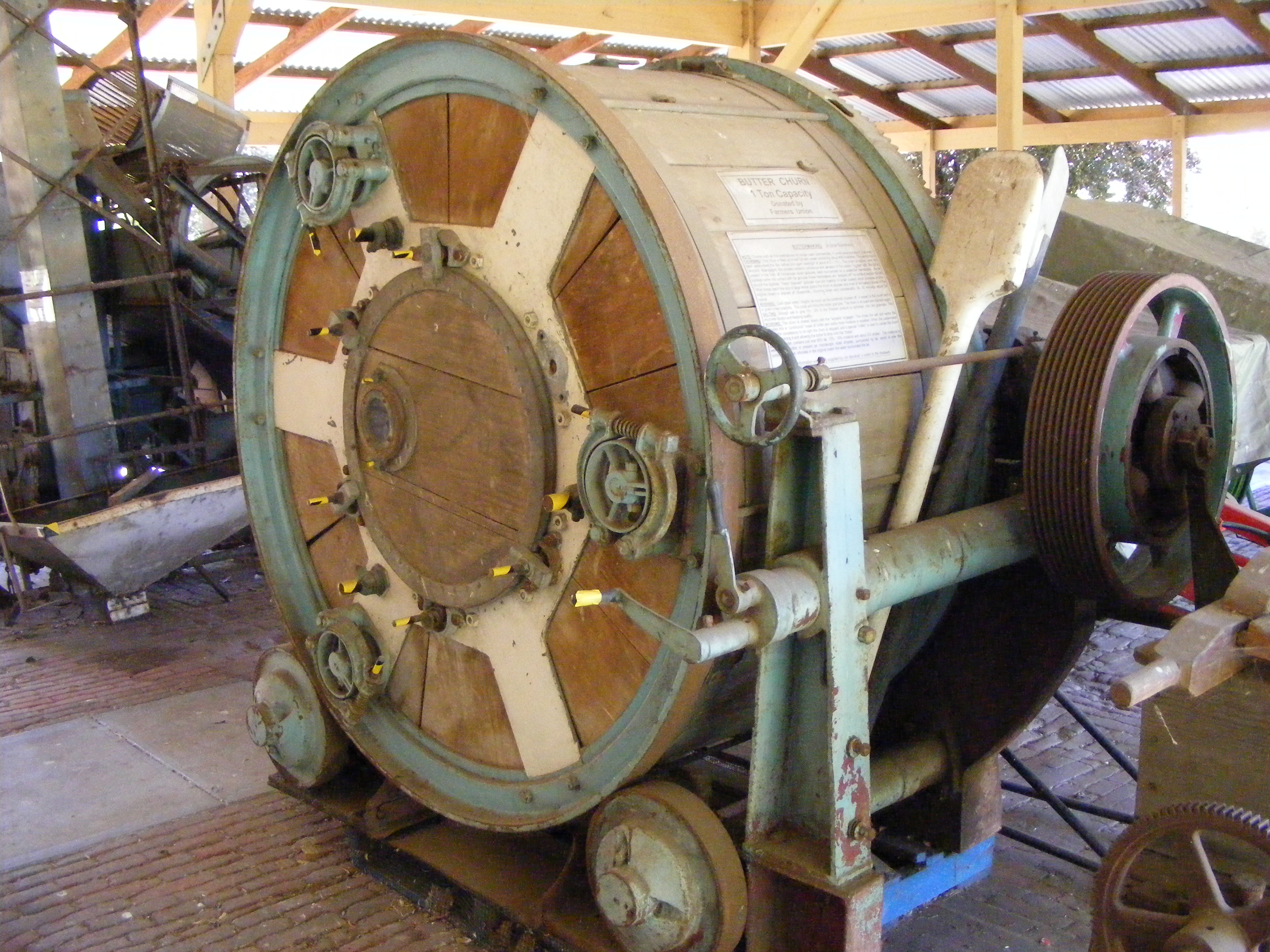
Zangola industriale
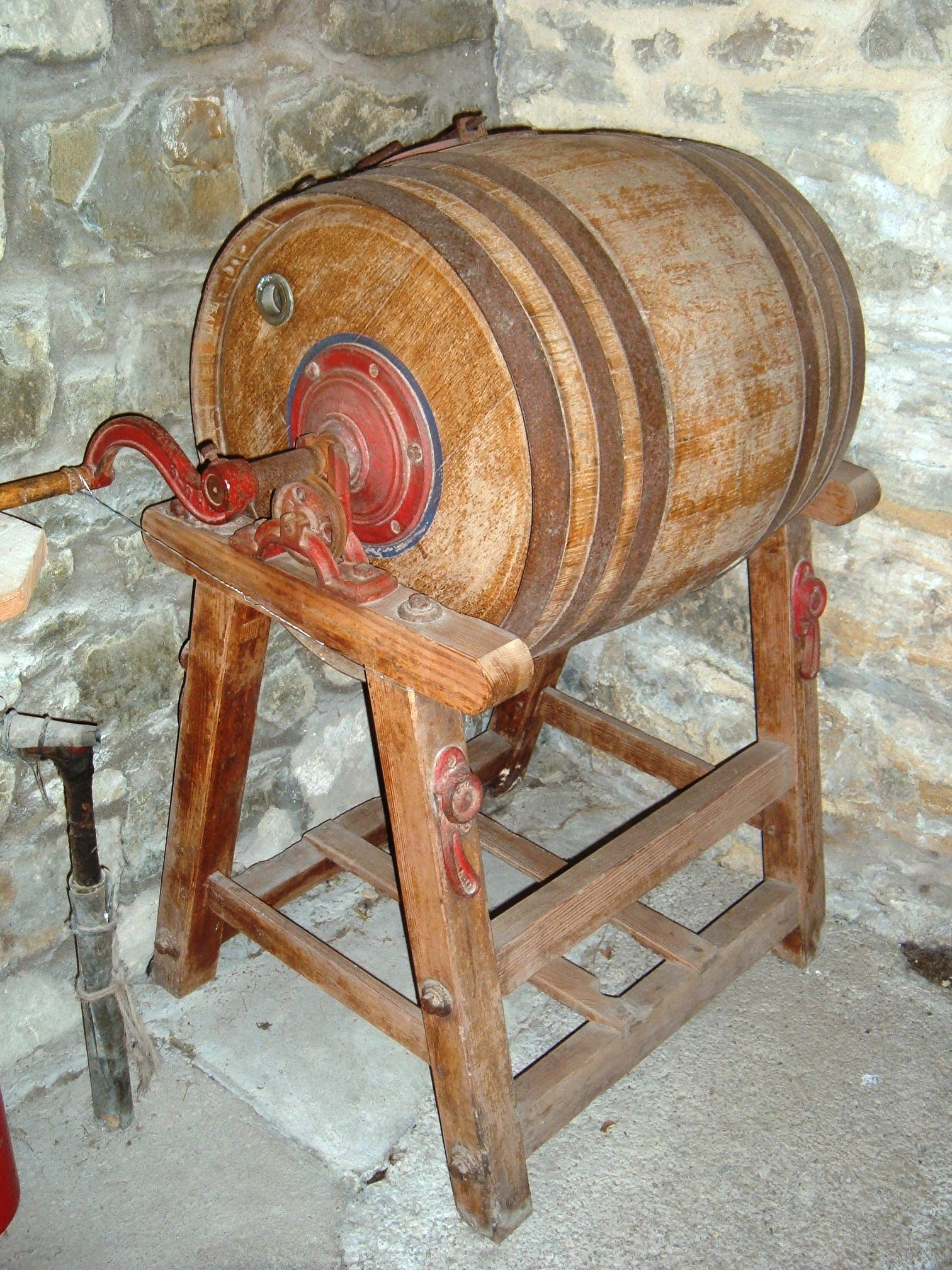
Zangola a botte
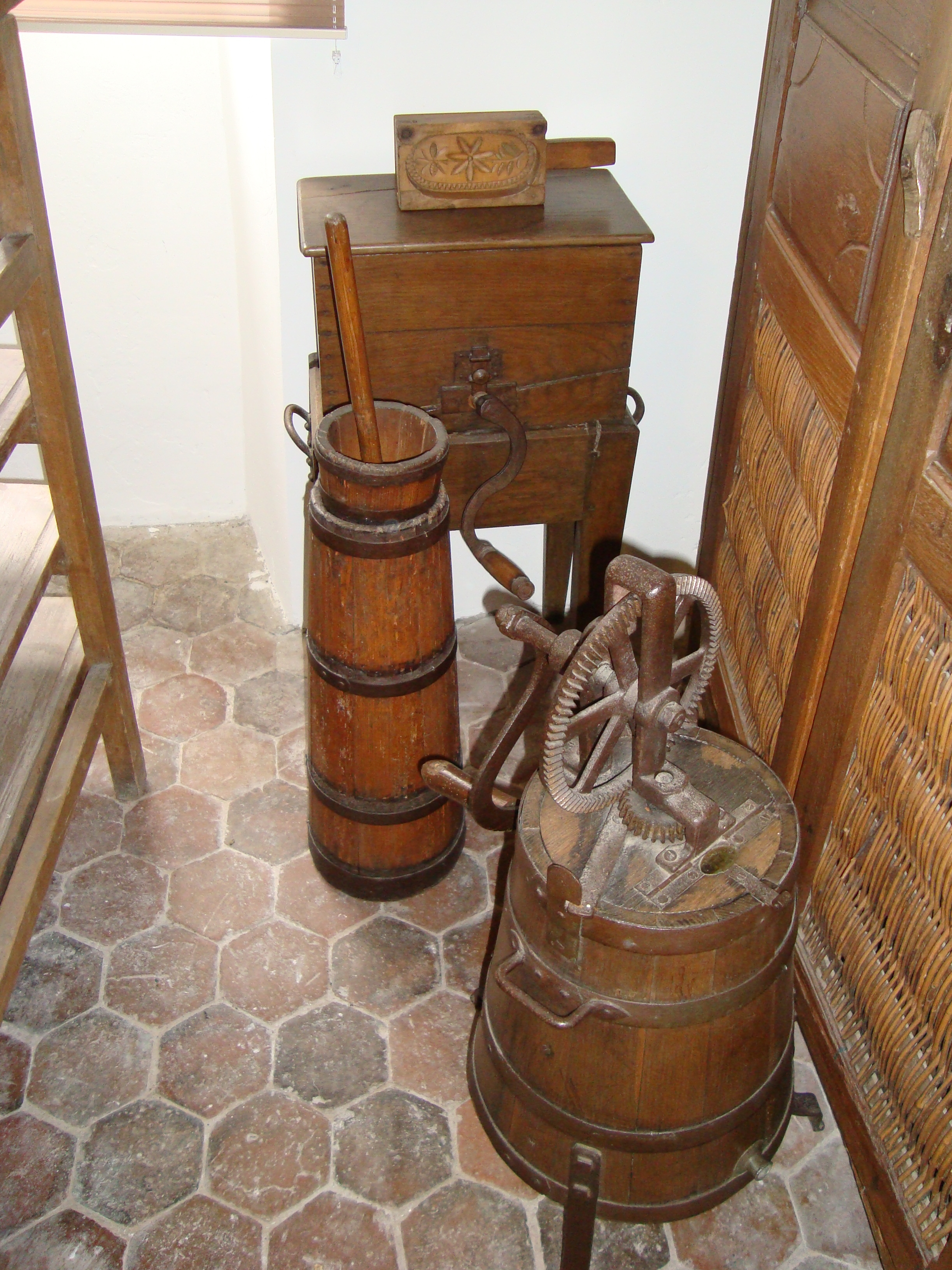
Zangole e stampo da burro
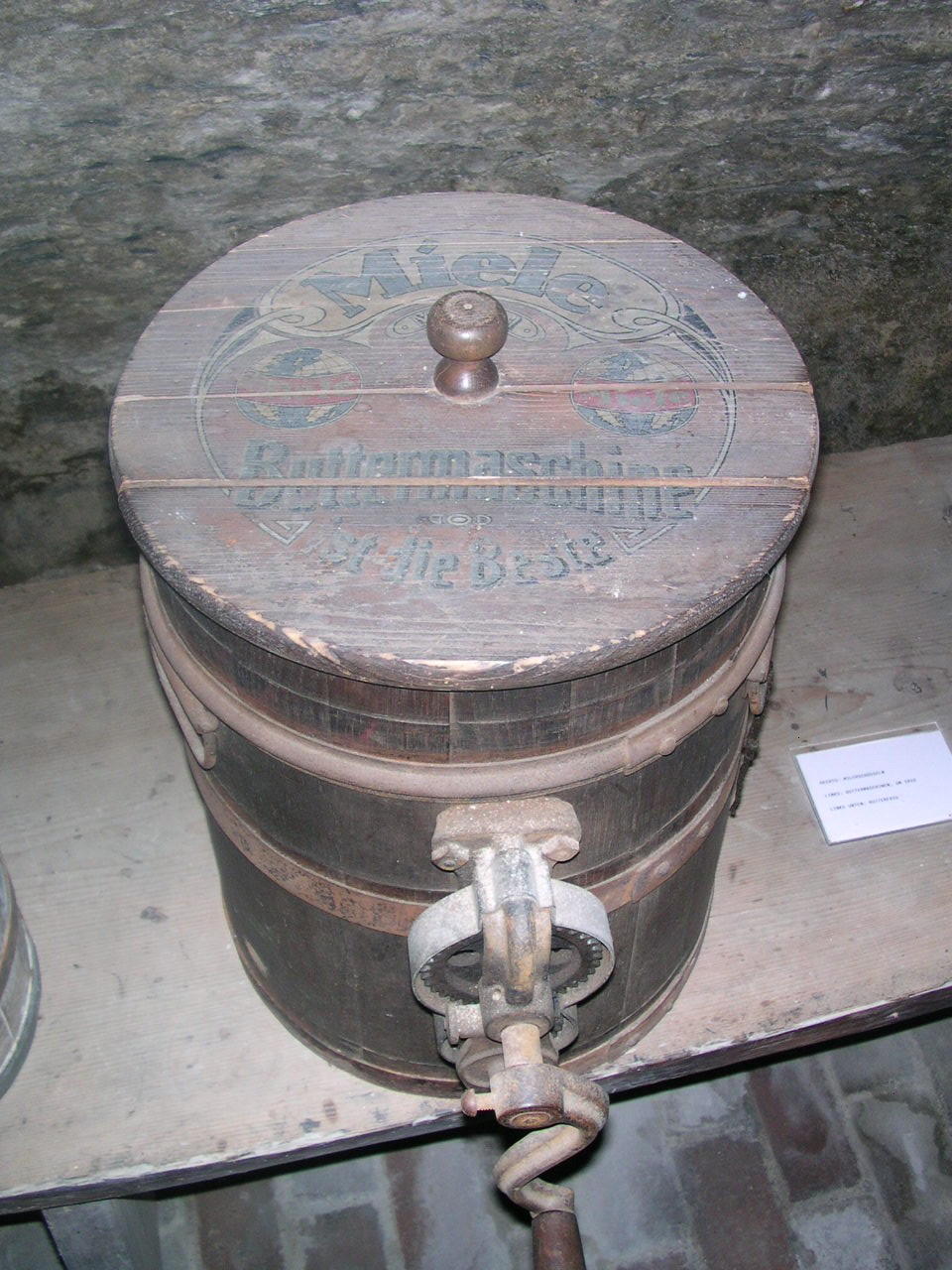
Zangola tedesca
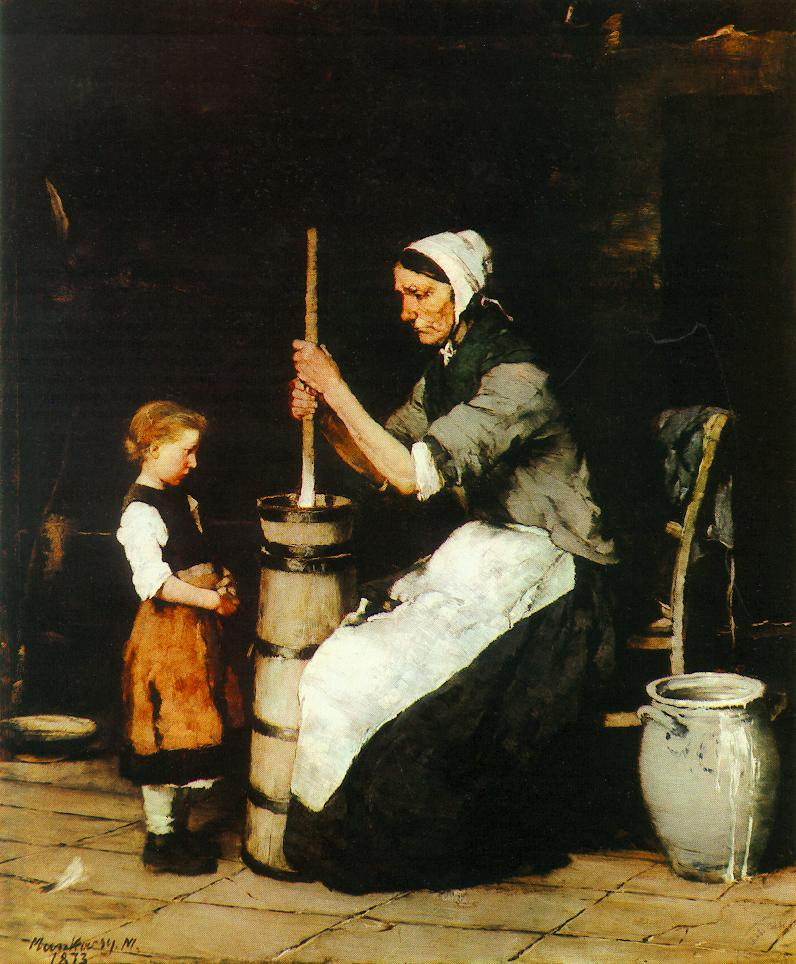
Mihály Munkácsy, Donna che fa il burro, 1873